# Österreichische Eishockey-Liga 2010/11
Die Saison 2010/11 der Österreichischen Eishockeyliga hat am 10. September 2010 begonnen. Titelverteidiger war der EC Red Bull Salzburg, der seinen Titel erfolgreich verteidigen konnte und damit zum vierten Mal in der Vereinsgeschichte österreichischer Meister wurde.

## Teilnehmende Mannschaften
Das Teilnehmerfeld blieb im Vergleich zum Vorjahr unverändert. Obwohl Anfang 2010 die Möglichkeit im Raum stand, dass der Tiroler Club HC Innsbruck nach seinem freiwilligen Abstieg 2009 in die Bundesliga zurückkehren könnte, gab die Vereinsleitung bekannt, noch für mindestens ein Jahr in der Nationalliga bleiben zu wollen, um sich finanziell zu konsolidieren.
Im Ausland hatten einige andere Clubs Interesse an einer EBEL-Mitgliedschaft signalisiert. Dem HC Bozen aus Italien war schon 2009 von Seiten des italienischen Verbandes eine Zusage verweigert worden, wenngleich es weiterhin lose Gespräche gab, um eine eventuelle Teilnahme doch noch zu ermöglichen. Zuletzt hat sich auch eine Mannschaft aus Polen beworben, wobei hier jedoch vor allem die großen Reisedistanzen gegen eine Aufnahme sprachen. Dennoch gab es auch hier ausführliche Gespräche.
Im April wurden Berichte veröffentlicht, wonach neben den Bozenern auch drei weitere Mannschaften (namentlich genannt wurden Ritten Sport, Asiago Hockey und der HC Milano Rossoblu) Interesse an einer EBEL-Teilnahme hegten. Konkrete Ergebnisse wurden jedoch noch nicht bekanntgegeben.

### Mögliche Teilnahme des EHC München
Ende Mai wurde außerdem bekannt, dass der deutsche Club EHC München eine Teilnahme an der EBEL ins Auge fassen würde. München hatte in der Saison 2009/10 die 2. Eishockey-Bundesliga Deutschlands gewonnen und war damit zum Aufstieg in die Deutsche Eishockey Liga berechtigt. Die DEL gab jedoch bekannt, dass das Lizenzierungsverfahren eingestellt wurde, da die Münchener einige der notwendigen Unterlagen zu spät eingereicht hätten, was von den Bayern jedoch bestritten wurde. Die Teilnahme an der EBEL wurde vom Club daraufhin als Alternative in Erwägung gezogen. Die DEL prüfte den Sachverhalt erneut, gleichzeitig wurden auch die notwendigen Unterlagen für die übrigen zwei Ligen eingereicht.
Am 14. Juni gab der DEB bekannt, dem EHC München keine Freigabe zur Teilnahme an der EBEL zu erteilen. Die DEL nahm jedoch das Lizenzierungsverfahren wieder auf, womit die Teilnahme der Münchner an der EBEL endgültig vom Tisch war.

### Teams der Saison 2010/11
(gereiht nach Vorjahrsplatzierung)
| Mannschaft                | Vorjahresplatzierung | Trainer                                             |
| EC Red Bull Salzburg      | Meister              | Pierre Pagé                                         |
| EHC Liwest Linz           | Vizemeister          | Kim Collins                                         |
| Vienna Capitals           | Halbfinal-Out        | Kevin Gaudet                                        |
| KHL Medveščak Zagreb      | Halbfinal-Out        | Ted Sator (bis Dezember 2010), Douglas Bradley      |
| EC KAC                    | Viertelfinal-Out     | Emanuel Viveiros                                    |
| EC Graz 99ers             | Viertelfinal-Out     | Bill Gilligan                                       |
| Alba Volán Székesfehérvár | Viertelfinal-Out     | Ulf Weinstock (bis Oktober 2010), Kevin Primeau     |
| EC VSV                    | Viertelfinal-Out     | Johan Strömwall (bis Februar 2011), Michael Stewart |
| HK Jesenice               | 9.                   | Heikki Mälkiä                                       |
| HDD Olimpija Ljubljana    | 10.                  | Hannu Järvenpää                                     |

### Farmteams
Zur Saison 2010/11 wurden bei vielen Bundesligavereinen neue Farmteams gegründet und Kooperationen mit Mannschaften aus niedrigeren Ligen beschlossen. Dies betraf vor allem die Oberliga, Österreichs dritthöchste Spielklasse. Mit den Capitals, dem KAC, dem VSV, den 99ers und dem EHC Linz stellten fünf der sechs österreichischen EBEL-Clubs ein Farmteam in diesem Bewerb, wobei das Team des EHC Linz bereits seit mehreren Saisonen besteht. Die Salzburger betreiben weiterhin ihre Zweitmannschaft in der Nationalliga, wo zwischen dem KAC und dem amtierenden Meister EC Dornbirn eine neue Zusammenarbeit beschlossen wurde. Die 99ers treten außerdem zum zweiten Mal mit einer Mannschaft in der Slohokej Liga an.

## Modus und Reglement
Bei der Ligasitzung Ende Mai 2010 in Bled wurde der Rahmenterminplan für die neue Saison bekanntgegeben. Danach sollte der Modus der Vorsaison übernommen werden, was erneut drei Hin- und Rückrunden mit insgesamt 54 Spielen für jede Mannschaft im Grunddurchgang bedeutet. Die International Breaks wurden für den 8. bis 14. November und den 13. bis 19. Dezember festgelegt. Die Playoffs werden ab dem Viertelfinale wieder im Modus Best of Seven ausgespielt, wobei auch im Halbfinale wieder ein neues Seeding stattfindet und wie im Viertelfinale der Bestplatzierte des Grunddurchgangs gegen den Schlechtesten antritt. Sie beginnen mit dem 27. Februar 2011, der neue Meister wird frühestens am 7. und spätestens am 14. April 2011 feststehen.

### Regeländerungen
Wie in der Vorsaison wurden auch in diesem Jahr wieder einige Aspekte des Regelwerks verändert, die auch von der Internationalen Eishockeyföderation im offiziellen Regelbuch für die Jahre 2010 bis 2014 vermerkt wurden. Die wichtigsten seien hier aufgeführt:
- Die Spieluhr läuft rückwärts, wie es in Nordamerika üblich ist.
- Wird bei einer laufenden Strafe gegen eine Mannschaft eine weitere Strafe angezeigt und fällt ein Tor, so erlischt nicht mehr die angezeigte Strafe, sondern die bereits laufende. Die spätere Strafzeit muss also vollständig abgesessen werden.
- Eine kleine Bankstrafe muss von einem Spieler abgesessen werden, der sich zum Zeitpunkt der Verfehlung auf dem Eis befand.
- Ein Penaltyschuss muss vom gefoulten Spieler selbst ausgeführt werden.
- Bei Spiel mit hohem Stock folgt ein Bully in der Verteidigungszone der verfehlenden Mannschaft.
- Ein Spieler, der seinen Helm verloren hat, muss sich direkt zu seiner Spielerbank begeben.

### Nationalteambreaks
Von Seiten der Ligaleitung wurden für die Saison das zweite und dritte International Break für die Vorbereitung der Nationalmannschaft der Herren vorgesehen. Die erste Unterbrechung des Ligabetriebes findet von 8. bis 14. November 2010 statt. Das Team nimmt dabei am Telenor Hockey Cup in Ungarn teil und tritt bei dem Kurzturnier gegen die Teams von Frankreich, Japan und Ungarn an. Die zweite Unterbrechung findet von 13. bis 19. Dezember statt und wird mit einem Turnier in Slowenien begangen, an dem Dänemark, Norwegen und Slowenien teilnehmen.

## Transfers
Der EC Red Bull Salzburg trennte sich von einigen der schwächeren Legionäre, konnte jedoch einen Großteil des Meisterteams halten. Einige Spieler wechselten in die National Hockey League: David LeNeveu, der in der Vorsaison das Tor der Salzburger gehütet hatte, wechselte zu den Columbus Blue Jackets und Verteidiger Mike Siklenka unterzeichnete einen Vertrag bei den Atlanta Thrashers. Es wurden jedoch mit Ramzi Abid ein erfahrener kanadischer Stürmer, der zuletzt bei Rögle BK in der schwedischen Elitserien gespielt hatte, Jonas Keszei (IF Mölndal Hockey), Danny Bois (Rockford IceHogs) und Shaun Heshka (San Antonio Rampage) einige neue Spieler unter Vertrag genommen. Im Lauf der umfangreichen Vorbereitung wurde zusätzlich eine Reihe von Spielern getestet, unter anderem Dan Bertram, Dan LaCosta, Nicolas Dumoulin, Pierre-Luc Sleigher und Joey Mormina, die jedoch allesamt vor Saisonbeginn entlassen wurden. Mit Joel Broda hätte ein weiterer Stürmer nach Salzburg kommen sollen, der Kanadier machte aber noch vor Trainingsbeginn von einer Ausstiegsklausel Gebrauch und wechselte stattdessen zu Minnesota Wild in die NHL.
Die Graz 99ers entließen mit Greg Day und Eric Healey zwei ihrer Topscorer, für die bislang kein Ersatz verpflichtet wurde. Ebenso verließ Sébastien Charpentier die Grazer. Seine Nachfolge im Tor trat Fabian Weinhandl an, der bereits einen großen Teil der letzten Saison als erster Torwart absolviert hatte. Außerdem gelang es den 99ers, die drei aus Graz stammenden Iberer-Brüder Matthias, Martin und Florian wieder zu vereinen. Die Verteidigung des Teams wurde mit dem ehemaligen Capitals-Spieler Darcy Werenka und Yannick Tremblay (vormals Straubing Tigers) verstärkt. Wunschstürmer Mike Ouellette hatte ursprünglich einen Vertrag bei den Kassel Huskies unterzeichnet, denen eine Teilnahme an der DEL jedoch verwehrt wurde, weshalb Ouellette knapp vor Saisonstart schließlich doch noch verpflichtet werden konnte.
Ähnlich wie bei den 99ers verließ auch der Topscorer der Vienna Capitals, Patrick Lebeau, den Verein. Er wurde durch François Fortier ersetzt, der zuletzt für die Hamburg Freezers aktiv gewesen war. Mit Sean Selmser und Marc Tropper wurden zwei weitere langjährige Mannschaftsstützen verabschiedet. Die Capitals verstärkten sich als Ausgleich entgegen der bisherigen Vereinspolitik vor allem mit österreichischen Spielern: mit Silvio Jakobitsch, Martin Oraže, Philipp Pinter und Martin Ulmer kamen gleich vier neue Spieler nach Wien. Auch im Tor setzte man mit Jürgen Penker als Ersatz für den entlassenen Frédéric Cassivi auf einen auch in der Nationalmannschaft erfahrenen Spieler, der zuletzt zwei Jahre lang bei Rögle BK in der Elitserien gespielt hatte. Mit Jeremy Rebek, vormals Salzburg, kam ein EBEL-erfahrener Verteidiger nach Wien. Die Sturmreihen wurden mit Cory Larose, der die Vorsaison in der Schweiz verbracht hatte, vervollständigt.
Der EHC Linz hatte seine Kaderplanung hingegen im April schon weitgehend abgeschlossen und verfügte mit Healey von den Grazern und den Routiniers Rob Shearer, Pat Leahy und Brad Purdie über einen nominal sehr schlagkräftigen Angriff, womit auch der Abgang von Markus Matthiasson gut kompensiert wurde. Dazu kamen einige junge Spieler, mit denen die Verjüngung des Kaders fortgesetzt werden sollte. Die Verteidigung wurde mit Aaron MacKenzie (HC Eaton Pardubice, tschechische Extraliga) und Reid Cashman (Milwaukee Admirals, American Hockey League) aufgewertet.
Der EC VSV erneuerte führte mit der Verpflichtung von Kevin Mitchell und Greg Kuznik die Erneuerung seiner Defensive fort, die mit Mike Stewart und Mickey Elick erneut die Abgänge von langgedienten Routiniers erlebte. Auch im Angriff gab es eine große Veränderung mit dem Karriereende von Günther Lanzinger und Wolfgang Kromp, die beide jeweils ihre gesamte Karriere und über zwanzig Spielzeiten beim EC VSV verbracht hatten. Beide zusammen hatten in knapp 2000 Einsätzen mehr als 1300 Scorerpunkte erzielt. Da mit Mikael Wahlberg ein weiterer wichtiger Stürmer den Verein verließ, verpflichtete der VSV mit Derek Damon von den Kassel Huskies und Matt Ryan von den Augsburger Panthern zwei neue Stürmer. Da mit Kiel McLeod ein nicht unumstrittener Spieler den Verein im Sommer verließ, wurde mit dem Slowenen Tomaž Razingar auch hier Ersatz verpflichtet.
Beim EC KAC erregte vor allem der neue Vertrag von Stürmer Andy Schneider Aufsehen. Der Center wurde für eine Rückkehr ab 1. Dezember verpflichtet. Im Tor ersetze Andy Chiodo Jordan Parise, während Peter Ratchuk als Ersatz für den Offensivverteidiger Jeff Tory verpflichtet wurde. Als Ergänzung nahm der Club den kanadischen Stürmer Tyler Scofield unter Vertrag, der zuletzt für den HC Plzeň in der tschechischen Extraliga gespielt hatte. Mit Tyler Spurgeon wurde im Sommer ein weiterer Spieler getestet, den der Club als Option für die Zukunft betrachtet. Ursprünglich hätte auch der erst 18-jährige Niederländer Dax van de Velden ein Try-Out absolvieren sollen, er wurde jedoch nach nur wenigen Tagen von den Salzburgern abgeworben.
KHL Medveščak Zagreb konnte mit Frank Banham den Topscorer der Laibacher unter Vertrag nehmen und verpflichtete mit Ryan Kinasewich einen offensiv starken Verteidiger, der in der Saison zuvor mit 103 Scorerpunkten der drittbeste Scorer der ECHL gewesen war. Dazu kamen mit dem ehemaligen Salzburger Jonathan Filewich und Donald MacLean (Malmö Redhawks), sowie Wacey Rabbit (Milwaukee Admirals) weitere erprobte Stürmer.
In Jesenice wurden auch einige bewährte einheimische Spieler entlassen, nachdem es Anfang April zu einem Eklat in der Mannschaft gekommen war. Der Club plante für die Saison mit sechs bis sieben Legionären und wollte auch Torwart Dov Grumet-Morris und Verteidiger Alexander Dück halten, was jedoch nicht gelang. Im Tor wurden stattdessen mit Mitch O’Keefe und Jaakko Suomalainen gleich zwei Legionäre verpflichtet. Für die Verteidigung wurden Wade Skolney (der zuletzt eine Saison pausiert hatte) und Eric Werner (Vålerenga Oslo) unter Vertrag genommen. Todd Elik, obwohl zu Saisonbeginn bereits 44 Jahre alt, entschied sich, eine weitere Saison spielen zu wollen. Mit Marc Cavosie und Brett Lysak wurden weitere Stürmer an Bord geholt.
Der Vorjahresletzte HDD Olimpija Ljubljana holte mit Andrej Hebar einen langjährigen Stürmer von Jesenice nach Laibach. Unter der Leitung des finnischen Trainers Hannu Järvenpää wurden außerdem vorwiegend finnische Spieler verpflichtet. Kari Haakana (HC Valpellice, Serie A1), Sami Ryhänen (LeKi, SM-liiga), Kevin Kantee (JYP Jyväskylä, SM-liiga) und Tomi Mustonen (Oulun Kärpät, SM-liiga) verstärkten das Team. Ryhänen war zwei Jahre zuvor bereits vom HC Innsbruck verpflichtet worden, war jedoch aufgrund äußerst schlechter Fitnesswerte bereits wieder entlassen worden, noch bevor er ein Spiel für den Club bestritten hatte. Der ehemalige Salzburger John Hughes und der Tscheche Petr Šachl kamen ebenfalls neu hinzu.
Beim ungarischen Vertreter Alba Volán gelang es, den Großteil des Teams zu halten, wenngleich für Trainer Jarmo Tolvanen Ersatz gesucht werden musste. Neuer Trainer wurde der Schwede Ulf Weinstock. Mit János Vas, Juha Alén und Dániel Kóger verließen drei Spieler den Club, für die mit Roger Holéczy, Szabolcs Fodor (beide Budapest Stars) und Attila Orbán (Dunaújvárosi Acélbikák) Ersatz verpflichtet wurde. Aus Wien kam der slowenische Verteidiger Aleš Kranjc.

## Saisonvorbereitung
Wie auch in den Jahren zuvor spielten die meisten EBEL-Mannschaften im Rahmen ihrer Vorbereitung wieder eines oder mehrere Turniere. Der wichtigste Bewerb war zweifellos die Premiere der European Trophy, an der neben einigen europäischen Topmannschaften auch der EC Red Bull Salzburg teilnahm. Salzburg richtete mit dem Red Bulls Salute auch das Finalturnier des Bewerbes aus und war fix dafür gesetzt, beendete es jedoch auf dem letzten Platz. Weiters fand der Rudi-Hiti-Sommercup statt, bei dem der EC VSV zum zweiten Mal nach 2008 den Sieg erringen konnte. Der VSV holte auch den Titel beim erstmals ausgetragenen Ferdo-Spajić-Memorial-Turnier in Zagreb, indem die Mannschaft alle drei Begegnungen mit dem sehr knappen Ergebnis von 1:0 gewann. Der ungarische Club Alba Volán Székesfehérvár verteidigte den Titel beim zum zweiten Mal veranstalteten Gábor-Ocskay-Gedenkturnier.
Im Übrigen maßen sich die Clubs mit Teams aus ganz Europa in einzelnen Begegnungen und konnten eine recht ausgeglichene Bilanz erspielen.

### Übersicht über alle Vorbereitungs-Turniere
Anmerkung: Mannschaften aus der EBEL sind fett dargestellt
| Turnier                                   | Zeitraum                 | Teilnehmende Mannschaften                                                                           | Endstand |
| Joker-Cup                                 | 13. bis 15. August 2010  | EHC Linz Augsburger Panther (DEL) Michigan Tech (NCAA) ESV Kaufbeuren (2. Bundesliga)               | 1. Augsburger Panther (8 Punkte) 2. EHC Linz (5 Punkte) 3. Michigan Tech (3 Punkte) 4. ESV Kaufbeuren (2 Punkte)                       |
| Rudi-Hiti-Sommercup                       | 19. bis 21. August 2010  | EC VSV HDD Olimpija Ljubljana HK Jesenice Budapest Stars (MOL Liga)                                 | 1. EC VSV (6 Punkte) 2. HDD Olimpija Ljubljana (4 Punkte) 3. HK Jesenice (3 Punkte) 4. Budapest Stars (0 Punkte)                       |
| Wurmberg-Cup                              | 20. bis 22. August 2010  | EHC Linz Hamburg Freezers (DEL) Hannover Indians (2. Bundesliga) HKm Zvolen (Slowakische Extraliga) | 1. Hamburg Freezers (9 Punkte) 2. EHC Linz (5 Punkte) 3. HKm Zvolen (4 Punkte) 4. Hannover Indians (0 Punkte)                          |
| Turnier in Zagreb (Ferdo Spajić Memorial) | 3. bis 5. September 2010 | KHL Medveščak Zagreb EC KAC EC VSV HK Jesenice                                                      | 1. EC VSV (6 Punkte) 2. KHL Medveščak Zagreb (4 Punkte) 3. EC KAC (2 Punkte) 4. HK Jesenice (0 Punkte)                                 |
| Gábor-Ocskay-Gedenkturnier                | 4. und 5. September 2010 | Alba Volán Székesfehérvár HDD Olimpija Ljubljana Vienna Capitals EC Graz 99ers                      | 1. Alba Volán Székesfehérvár (4 Punkte) 2. EC Graz 99ers (2 Punkte) 3. Vienna Capitals (2 Punkte) 4. HDD Olimpija Ljubljana (0 Punkte) |

## Hauptrunde

### Erster Durchgang

#### Erste Hinrunde
| Rang | Team                   | Spiele | S | N | SNV | NNV | SNP | NNP | Tore  | TVH | Punkte |
| ---- | ---------------------- | ------ | - | - | --- | --- | --- | --- | ----- | --- | ------ |
| 1    | EC KAC                 | 9      | 6 | 3 | 1   | 0   | 0   | 2   | 37:30 | +7  | 14     |
| 2    | EC VSV                 | 9      | 6 | 3 | 0   | 0   | 0   | 0   | 37:28 | +9  | 12     |
| 3    | HK Jesenice            | 9      | 5 | 4 | 0   | 1   | 0   | 0   | 29:33 | −4  | 11     |
| 4    | Vienna Capitals        | 9      | 5 | 4 | 0   | 0   | 0   | 0   | 36:27 | +9  | 10     |
| 5    | KHL Medveščak Zagreb   | 9      | 5 | 4 | 0   | 0   | 1   | 0   | 30:22 | +8  | 10     |
| 6    | EC Red Bull Salzburg   | 9      | 5 | 4 | 0   | 0   | 1   | 0   | 32:26 | +6  | 10     |
| 7    | HDD Olimpija Ljubljana | 9      | 4 | 5 | 1   | 0   | 0   | 1   | 25:35 | −10 | 9      |
| 8    | EC Graz 99ers          | 9      | 4 | 5 | 0   | 0   | 1   | 0   | 23:25 | −2  | 8      |
| 9    | Alba Volán             | 9      | 3 | 6 | 0   | 1   | 1   | 0   | 28:36 | −8  | 7      |
| 10   | EHC Linz               | 9      | 2 | 7 | 0   | 0   | 0   | 1   | 16:31 | −15 | 5      |

Der Grunddurchgang begann am 10. September mit einer Neuauflage des letztjährigen Finales, bei dem sich Meister Salzburg auswärts gegen den EHC Linz klar durchsetzen konnte. Gleichzeitig gab es in den ersten Runden einige unerwartete Entwicklungen: während Vizemeister Linz große Probleme hatte, konnten die in dieser Saison schwächer eingeschätzten slowenischen Teams einige Siege gegen die Titelfavoriten erringen. Die Vienna Capitals mussten den Ausfall ihres ersten Torwarts Jürgen Penker kompensieren, der sich knapp vor Saisonbeginn am Knöchel verletzt hatte. Da sein Ersatzmann Rudolf Hummel nicht die erhofften Leistungen erbringen konnte, nutzten die Capitals den Konkurs des deutschen Erstligisten Kassel Huskies und verpflichteten deren ehemaligen Torwart Adam Hauser. Ähnlich erging es dem ungarischen Teilnehmer Alba Volán Székesfehérvár, wo Zoltán Hetényi in den ersten Runden für Tommi Satosaari einspringen musste.
In der ersten Hinrunde fiel der EHC Linz bis auf den letzten Platz zurück und bestätigte diesen in der neunten Runde mit einem 0:9-Debakel in Zagreb. Dazu kam, dass sich der erste Torwart Alex Westlund und einige weitere Schlüsselspieler verletzt hatten, was die prekäre Lage noch verschlimmerte. Der HK Jesenice hingegen konnte als erstes Team den amtierenden Meister aus Salzburg besiegen, der in der Folge nach dem starken Start ebenfalls in eine kleinere Krise schlitterte. Jesenice profitierte in den ersten Spielen vor allem von der unerwarteten, jedoch herausragenden Leistung eines jungen Stürmertrios, Rok Tičar, Robert Sabolič und Žiga Jeglič, von denen keiner älter als 22 Jahre war. Ebenso zeichnete sich bei den Capitals ab, dass man mit François Fortier den idealen Sturmpartner für Benoît Gratton gefunden hatte.
An der Tabellenspitze löste der EC KAC die Salzburger ab, dicht gefolgt vom zweiten Team aus Kärnten, dem EC VSV. Beide Teams legten im Anschluss einen Paarlauf hin und konnten sich zwischenzeitlich vom Mittelfeld absetzen. Die Graz 99ers hingegen hatten mit einer schwächelnden Offensive zu kämpfen, die es in den ersten neun Spielen auf lediglich 23 Tore brachte. Dies konnte jedoch teilweise durch eine starke Verteidigung kompensiert werden, deren Zentrum der junge Torwart Fabian Weinhandl bildete. Weinhandl bestätigte zunächst seine guten Leistungen aus der Vorsaison, ließ sich jedoch auch in einigen Spielen von der Unsicherheit seiner Vorderleute beeinflussen.

#### Erste Rückrunde
| Rang | Team                   | Spiele | S  | N  | SNV | NNV | SNP | NNP | Tore  | TVH | Punkte |
| ---- | ---------------------- | ------ | -- | -- | --- | --- | --- | --- | ----- | --- | ------ |
| 1    | EC KAC                 | 18     | 15 | 3  | 1   | 0   | 1   | 2   | 73:47 | +26 | 32     |
| 2    | EC Red Bull Salzburg   | 18     | 12 | 6  | 1   | 0   | 2   | 0   | 71:49 | +22 | 24     |
| 3    | EC VSV                 | 18     | 12 | 6  | 0   | 0   | 1   | 0   | 70:51 | +19 | 24     |
| 4    | KHL Medvešcak Zagreb   | 18     | 8  | 10 | 0   | 1   | 2   | 2   | 62:59 | +3  | 19     |
| 5    | Vienna Capitals        | 18     | 9  | 9  | 0   | 0   | 0   | 1   | 71:56 | +15 | 19     |
| 6    | HK Jesenice            | 18     | 8  | 10 | 0   | 1   | 0   | 1   | 55:67 | −12 | 18     |
| 7    | EC Graz 99ers          | 18     | 9  | 9  | 0   | 0   | 2   | 0   | 53:54 | −1  | 18     |
| 8    | HDD Olimpija Ljubljana | 18     | 7  | 11 | 1   | 0   | 1   | 1   | 54:75 | −21 | 15     |
| 9    | EHC Linz               | 18     | 5  | 13 | 0   | 0   | 1   | 3   | 38:63 | −25 | 13     |
| 10   | Alba Volán             | 18     | 5  | 13 | 0   | 1   | 1   | 1   | 50:76 | −26 | 12     |

Den ersten Trainerwechsel gab es nach zwölf Runden zu vermelden: der ungarische Teilnehmer Alba Volán trennte sich von Ulf Weinstock und verpflichtete den Kanadier Kevin Primeau, der einige Jahre zuvor bereits beim EC KAC EBEL-Erfahrung gesammelt hatte. Außerdem holte das Team mit Eric Johansson einen weiteren Stürmer an Bord, um die magere Torausbeute zu verbessern.
Bis zur achtzehnten Runde und damit dem Ende des ersten Durchgangs setzte sich der EC KAC mit deutlichem Vorsprung an die Spitze der Tabelle und konnte dabei zehn Spiele in Serie, darunter die gesamte erste Rückrunde, gewinnen. Damit hatte der Club zwischenzeitlich acht Punkte Vorsprung auf Rang zwei, um den sich Salzburg und Villach ein Kopf-an-Kopf-Rennen lieferten. Die Graz 99ers konnten ihre Krise teilweise in den Griff bekommen und gewannen nach einer Reihe von Niederlagen vier Spiele in Folge, womit sich die Murstädter in der Tabelle der Rückrunde auf Rang vier behaupten konnten.
Die Vienna Capitals kämpften mit einer Auswärtsschwäche und verloren damit verglichen mit dem Spitzentrio ein wenig an Boden. Zusammen mit Graz, Zagreb und Jesenice bildeten sie ein eng zusammenliegendes Mittelfeld. Am unteren Ende der Tabelle lieferten sich Laibach, Linz und Alba Volán einen Kampf um Rang acht. Alle drei Teams hatten mit Niederlagenserien zu kämpfen, wobei die Linzer am meisten enttäuschten und trotz vereinzelter Siege nie zu ihrer Form fanden. Zudem standen nach achtzehn Spielen nur 38 erzielte Tore zu Buche, was einem Schnitt von lediglich 2,11 Treffern pro Begegnung entspricht und den mit Abstand schlechtesten Wert der Liga darstellte. Der Club reagierte auf die anhaltende Offensivschwäche und holte mit Justin Keller einen weiteren Stürmer an Bord.
Zum Ende des ersten Durchgangs gab es jedoch weitere Umbesetzungen in einigen Mannschaften. Der HDD Olimpija Ljubljana verpflichtete mit Jeff Tory einen Verteidiger, der in den drei Jahren zuvor Dreh- und Angelpunkt des Offensivspiels des EC KAC gewesen war, und entließ im gleichen Zug den wenig erfolgreichen Stürmer Sami Ryhänen und Verteidiger Kari Haakana. Außerdem kehrte Burke Henry nach Laibach zurück. Jesenice verpflichtete mit Toni Dahlman einen weiteren Stürmer. Bei Zagreb verließ Mike Prpich den Club und wechselte nach Großbritannien zu den Newcastle Vipers.

### Zweiter Durchgang

#### Zweite Hinrunde
| Rang | Team                   | Spiele | S  | N  | SNV | NNV | SNP | NNP | Tore   | TVH | Punkte |
| ---- | ---------------------- | ------ | -- | -- | --- | --- | --- | --- | ------ | --- | ------ |
| 1    | EC KAC                 | 27     | 22 | 5  | 1   | 0   | 3   | 3   | 105:71 | +34 | 47     |
| 2    | EC Red Bull Salzburg   | 27     | 18 | 9  | 2   | 1   | 2   | 0   | 115:87 | +28 | 37     |
| 3    | Vienna Capitals        | 27     | 17 | 10 | 4   | 0   | 1   | 1   | 114:84 | +30 | 35     |
| 4    | EC VSV                 | 27     | 15 | 12 | 1   | 1   | 1   | 0   | 98:85  | +13 | 31     |
| 5    | EC Graz 99ers          | 27     | 13 | 14 | 0   | 1   | 2   | 1   | 82:81  | +1  | 28     |
| 6    | KHL Medvešcak Zagreb   | 27     | 11 | 16 | 0   | 2   | 3   | 2   | 89:90  | −1  | 26     |
| 7    | HDD Olimpija Ljubljana | 27     | 12 | 15 | 1   | 1   | 1   | 1   | 87:104 | −17 | 26     |
| 8    | EHC Linz               | 27     | 9  | 18 | 1   | 1   | 1   | 4   | 65:87  | −22 | 23     |
| 9    | Alba Volán             | 27     | 9  | 18 | 2   | 2   | 1   | 2   | 77:110 | −33 | 22     |
| 10   | HK Jesenice            | 27     | 9  | 18 | 0   | 3   | 0   | 1   | 74:107 | −33 | 22     |

Die zweite Hinrunde wurde nach der ersten Begegnung durch die Nationalteam-Pause unterbrochen. In der spielfreien Zeit verstärkten sich einige Mannschaften noch einmal mit zusätzlichen Spielern. Der EC VSV testete mit Josh Langfeld einen weiteren Flügelstürmer. Der HDD Ljubljana verpflichtete den ehemaligen KAC-Verteidiger Jeff Tory und holte Burke Henry zurück, der bis dahin ohne Verein gewesen war. Außerdem wurde mit Jan Chábera ein Torhüter verpflichtet, da Aleš Sila und Matija Pintarič nicht die erhofften Leistungen bringen konnten. Der EC Red Bull Salzburg holte mit Erik Reitz einen weiteren Verteidiger in die Mannschaft, und der EHC Linz entließ den enttäuschenden Stürmer Eric Healey aus seinem Vertrag und ersetzte ihn durch Jason Ward.
Der EC KAC stellte mit einem 3:5-Auswärtserfolg in Linz am 19. November den bestehenden EBEL-Rekord von zwölf Erfolgen in Serie ein, den bis dahin der HK Jesenice und die Vienna Capitals gehalten hatten, und baute ihn schließlich auf insgesamt 17 Siege aus. Damit konnte auch der Vorsprung in der Tabelle auf zwischenzeitlich zwölf Punkte vergrößert werden. Auch der EHC Linz und die Graz 99ers zeigten allmählich bessere Leistungen und konnten etwas an Boden in der Tabelle gutmachen. Umgekehrt schlitterte der EC VSV jedoch in eine Niederlagenserie und verlor so ein wenig den Anschluss.
Überschattet wurde diese Phase der Saison jedoch durch mehrere Zwischenfälle, die teils lange Sperren einzelner Spieler nach sich zogen. Allen voran ist hier Andrej Hebar zu nennen, der bei einem Auswärtsspiel seines Clubs HDD Ljubljana in Salzburg die Beherrschung verlor und Kevin Puschnik tätlich angriff, wofür er eine Sperre bis Saisonende erhielt. Zuvor hatte bereits der Linzer Robert Lukas zwölf Spiele pausieren müssen, nachdem er den Wiener Benoît Gratton mit dem Stock attackiert hatte. Der Wiener Raphael Rotter fasste insgesamt 16 Spiele Sperre für eine Attacke am Schiedsrichter aus, nachdem bei einem Spiel gegen den EHC Linz zuvor eine Strafe (Aaron MacKenzie hatte Rotter mit dem Stock im Gesicht verletzt) nicht gegeben worden war.

#### Zweite Rückrunde
| Rang | Team                   | Spiele | S  | N  | SNV | NNV | SNP | NNP | Tore    | TVH | Punkte |
| ---- | ---------------------- | ------ | -- | -- | --- | --- | --- | --- | ------- | --- | ------ |
| 1    | EC KAC                 | 36     | 23 | 13 | 1   | 1   | 3   | 3   | 131:108 | +23 | 50     |
| 2    | EC Red Bull Salzburg   | 36     | 23 | 13 | 3   | 1   | 2   | 1   | 150:119 | +31 | 48     |
| 3    | Vienna Capitals        | 36     | 21 | 15 | 4   | 0   | 1   | 3   | 139:113 | +26 | 45     |
| 4    | EC VSV                 | 36     | 21 | 15 | 2   | 1   | 1   | 1   | 132:114 | +18 | 44     |
| 5    | EC Graz 99ers          | 36     | 19 | 17 | 0   | 1   | 2   | 1   | 113:107 | +6  | 40     |
| 6    | HDD Olimpija Ljubljana | 36     | 17 | 19 | 1   | 2   | 2   | 1   | 114:138 | −24 | 37     |
| 7    | EHC Linz               | 36     | 16 | 20 | 1   | 1   | 3   | 4   | 97:103  | −6  | 37     |
| 8    | KHL Medvešcak Zagreb   | 36     | 15 | 21 | 0   | 2   | 4   | 2   | 114:112 | +2  | 34     |
| 9    | HK Jesenice            | 36     | 13 | 23 | 0   | 3   | 0   | 2   | 107:134 | −27 | 31     |
| 10   | Alba Volán             | 36     | 12 | 24 | 2   | 2   | 2   | 2   | 99:148  | −49 | 28     |

Die zweite Rückrunde war geprägt von einem dichtgedrängten Programm rund um Weihnachten und Silvester, das in einer Doppelrunde am ersten und zweiten Jänner gipfelte. Nach der überragenden Siegesserie rutschte der EC KAC in ein Tief und konnte nur eine einzige seiner neun Begegnungen gewinnen, wodurch sich der herausgespielte Vorsprung schnell verringerte. Im Gegensatz dazu stabilisierten sich die Leistungen der Linzer und führten sogar dazu, dass die Mannschaft als erfolgreichstes Team der zweiten Rückrunde einigen Vorsprung auf die letztplatzierten Mannschaften herstellen konnte. Am Tabellenende verloren der HK Jesenice und Alba Volán erwartungsgemäß ein wenig den Anschluss. Nachdem bekannt geworden war, dass Torhüter Jaakko Suomalainen mit einer schweren Erkrankung zu kämpfen hatte, wurde mit dem slowakischen Schlussmann Michal Fikrt noch einmal nachjustiert. Ebenso verpflichteten die Graz 99ers mit Quinn Hancock einen weiteren Stürmer.
Beim Teilnehmer aus Zagreb kam es indessen zum zweiten Trainerwechsel der Saison, als Ted Sator aufgrund mangelnden Erfolges aus seinem Vertrag entlassen wurde. Zusätzlich wurde der ehemalige Grazer Stürmer Greg Day in die Liga zurückgeholt. Dennoch rutschte Zagreb zwischenzeitlich sogar aus den Playoff-Plätzen und konnte sich anschließend nur knapp auf Rang acht halten. Etwas überraschend konnte der HDD Ljubljana mehrere Siege gegen favorisierte Clubs erringen und sich einen Platz im Mittelfeld erkämpfen, wenngleich das Team mangels Konstanz immer noch viele Punkte abgeben musste.

### Dritter Durchgang

#### Dritte Hinrunde
| Rang | Team                   | Spiele | S  | N  | SNV | NNV | SNP | NNP | Tore    | TVH | Punkte |
| ---- | ---------------------- | ------ | -- | -- | --- | --- | --- | --- | ------- | --- | ------ |
| 1    | EC KAC                 | 45     | 30 | 15 | 1   | 2   | 5   | 3   | 162:131 | +31 | 65     |
| 2    | EC Red Bull Salzburg   | 45     | 28 | 17 | 5   | 1   | 3   | 1   | 177:149 | +28 | 58     |
| 3    | EC Vienna Capitals     | 45     | 27 | 18 | 4   | 0   | 1   | 3   | 171:132 | +39 | 57     |
| 4    | EC VSV                 | 45     | 24 | 21 | 2   | 2   | 1   | 1   | 152:146 | +6  | 51     |
| 5    | EHC Linz               | 45     | 22 | 23 | 2   | 2   | 5   | 4   | 125:129 | −4  | 50     |
| 6    | EC Graz 99ers          | 45     | 23 | 22 | 0   | 2   | 2   | 2   | 139:129 | +10 | 50     |
| 7    | KHL Medvešcak Zagreb   | 45     | 19 | 26 | 0   | 3   | 5   | 3   | 149:147 | +2  | 44     |
| 8    | HDD Olimpija Ljubljana | 45     | 19 | 26 | 2   | 2   | 2   | 2   | 132:168 | −36 | 42     |
| 9    | HK Jesenice            | 45     | 17 | 28 | 0   | 3   | 1   | 4   | 133:163 | −30 | 41     |
| 10   | Alba Volán             | 45     | 16 | 29 | 3   | 2   | 2   | 4   | 131:177 | −46 | 38     |

In den Zeitraum der dritten Hinrunde fiel der vom Weltverband vorgegebene Transferschluss, der in dieser Saison vergleichsweise ruhig verlief. Lediglich zwei größere Veränderungen wurden in den Kadern der Teams vorgenommen: die Graz 99ers verpflichteten mit Jamie Hunt einen weiteren Verteidiger, und der EC KAC entließ Peter Ratchuk und ersetzte ihn durch Mike Siklenka, der bereits zwischen 2006 und 2008 in Klagenfurt gespielt hatte und in der Zwischenzeit auch für die Salzburger aufgelaufen war. Außerdem wurde der Vertrag mit Andy Schneider endgültig aufgelöst; der Stürmer wechselte in die 2. Eishockey-Bundesliga zu den SERC Wild Wings.
In der Tabelle gab es ebenso wenige Veränderungen. Der EC KAC überwand das zwischenzeitliche Tief und konnte mit sieben Siegen aus neun Spielen dieser Runde die Tabellenführung wieder von zwei auf sieben Punkte ausbauen. Lokalrivale EC VSV verlor jedoch durch eine Niederlagenserie ein wenig den Anschluss an das Führungstrio aus den Klagenfurtern, Salzburg und den Capitals und hatte zwischenzeitlich nur noch einen Punkt Vorsprung auf Rang sechs. Die 99ers und der EHC Linz lieferten sich hier ein Kopf-an-Kopf-Rennen, wobei jedoch die Linzer mit sechs Erfolgen in dieser Phase die erfolgreichere Mannschaft waren und auch Ljubljana hatten hinter sich lassen können. Die Laibacher kämpften gegen einen deutlichen Abwärtstrend, in dessen Zug immer wieder Spiele relativ deutlich verloren wurden.
Ähnlich erging es dem KHL Medvešcak Zagreb, der insbesondere das Momentum der Spiele in der 15.000 Zuschauer fassenden Arena Zagreb nicht nutzen konnte. Von den vier Begegnungen wurden die ersten beiden knapp verloren, wodurch das Punktepolster, das den Club auf einem der Playoff-Plätze hielt, gering blieb. Auf den beiden letzten Plätzen blieben der HK Jesenice und Alba Volán. Beide Clubs hatten jedoch einige Achtungserfolge erzielen können, und insbesondere Jesenice zeigte mit einem Auswärtssieg in Salzburg in der 45. Runde und einem Heimsieg über die Capitals, dass eine Playoff-Teilnahme noch im Bereich des Möglichen lag.

#### Dritte Rückrunde
Der letzte Durchgang der Saison brachte nur noch wenige Veränderungen in der Tabelle. Lediglich auf den unteren Rängen lieferten sich die vier ausländischen Teams ein Kopf-an-Kopf-Rennen um die letzten beiden Playoff-Plätze. Für kurze Zeit war Medvešcak Zagreb nach einigen Niederlagen aus den Playoff-Rängen gerutscht und hatte dem HK Jesenice weichen müssen. Für Alba Volán war der Kampf bereits einige Runden vor Schluss beendet, jedoch verabschiedete sich der Club mit einigen unerwarteten Siegen unter anderem gegen Salzburg aus der Spielzeit.
Der EC VSV ließ knapp vor Ende des Grunddurchgangs mit einem Trainerwechsel aufhorchen: dort trat Johan Strömwall nach einigen empfindlichen Niederlagen freiwillig zurück und machte seinem ehemaligen Co-Trainer Michael Stewart Platz, dem es in den letzten Runden gelang, die zuletzt kaum noch vorhandene Offensive seines Teams wieder zu stärken.

### Bemerkenswerte Fakten
- Der kanadische Stürmer François Fortier von den Vienna Capitals stellte mit 48 Toren in 51 Spielen eine neue Bestmarke für die höchste österreichische Spielklasse auf. Der bisherige Rekordhalter Mike Craig hatte es in der Saison 2006/07 – ebenfalls für die Capitals – im Grunddurchgang auf 43 Treffer gebraucht und in der gesamten Saison 46 Tore erzielt.[30]
- Mit Fabian Weinhandl von den Graz 99ers hat erstmals in der Geschichte der Erste Bank Eishockey Liga ein Torwart den kompletten Grunddurchgang durchgespielt, ohne jemals von einem Backup vertreten zu werden. Insgesamt brachte es Weinhandl in den 54 Spielen auf eine Spielzeit von 3251 Minuten und 47 Sekunden. Sein Team verzeichnete dabei die wenigsten Gegentore des Grunddurchgangs.
- Einen neuen Rekord verzeichnete auch die Rubrik Meistbestrafter Spieler: der Capitals-Stürmer Benoît Gratton brachte es in 45 Einsätzen auf insgesamt 247 Strafminuten, davon drei Spieldauer- und eine Matchstrafe, sowie fünf Disziplinarstrafen. Bisheriger Rekordhalter in dieser Rubrik war Kelsey Wilson gewesen, der es im Jahr zuvor bei Red Bull Salzburg auf 231 Strafminuten gebracht hatte.
- Eine neue EBEL-Bestmarke wurde auch in der Fairplay-Wertung erzielt: der ungarische Club Alba Volán Székesfehérvár unterbot mit durchschnittlich nur 13,57 Strafminuten pro Spiel die bisherige Marke der Graz 99ers aus der Vorsaison, die einen Durchschnittswert von 13,60 erzielt hatten.
- In der Zuschauergunst dominierte der kroatische Club KHL Medveščak Zagreb die Saison: mit insgesamt 211.600 Zuschauern in 27 Heimspielen durchbrach erstmals ein Club die 200.000er-Marke. Durchschnittlich kamen damit 7.837 Zuschauer zu einem Spiel der Bären.
- Die meisten Strafminuten gegen eine einzelne Mannschaft in einem Spiel wurden beim Spiel Salzburg vs. EC VSV in Runde 53 am 22. Februar 2011 vergeben. Der EC VSV wurde mit insgesamt 130 Strafminuten belegt. Ursache war heftige Kritik am Schiedsrichter in der Overtime; diese resultierte in vier Spieldauer- und drei Disziplinarstrafen.

### Kreuztabelle der Grunddurchgangs-Ergebnisse
|                | Auswärts                | Auswärts                      | Auswärts                | Auswärts          | Auswärts                | Auswärts          | Auswärts                      | Auswärts          | Auswärts                | Auswärts                |
| -------------- | ----------------------- | ----------------------------- | ----------------------- | ----------------- | ----------------------- | ----------------- | ----------------------------- | ----------------- | ----------------------- | ----------------------- |
| Zu Hause       | KAC                     | VSV                           | Capitals                | 99ers             | Linz                    | Salzburg          | Jesenice                      | Ljubljana         | Székesfehérvár          | Zagreb                  |
| KAC            |                         | 5:3 4:5 n. V. 4:1             | 5:3 3:4 n. P. 4:3       | 3:4 n. P. 3:4 6:5 | 6:1 3:4 2:1             | 5:4 4:3 5:2       | 4:1 4:6 3:2 n. P.             | 5:2 5:1 3:0       | 5:2 8:2 3:2             | 4:3 2:1 1:4             |
| VSV            | 2:3 6:1                 |                               | 4:2 4:1 5:2             | 2:1 4:3 1:3       | 5:2 2:3 n. V. 1:5       | 2:3 6:5 4:5       | 1:5 3:2 n. V. 5:1             | 6:3 4:6 1:2 n. V. | 7:3 2:3 3:2             | 7:1 5:2 2:1             |
| Capitals       | 5:6 2:1 3:4             | 2:1 5:3 3:0                   |                         | 2:3 3:2 n. V. 4:1 | 4:1 5:4 n. V. 5:4 n. P. | 7:1 3:5 3:2       | 7:3 6:3 2:3 n. P.             | 6:1 2:1 n. V. 4:3 | 7:3 2:3 n. P. 4:2       | 7:4 4:2 6:3             |
| 99ers          | 0:2 3:4 n. P. 2:3       | 3:4 1:3                       | 3:2 n. P. 3:4 3:2 n. P. |                   | 1:2 5:2 4:2             | 2:5 7:4 6:2       | 3:5 4:2 2:0                   | 6:4 3:5 1:3       | 2:1 3:1 2:3 n. V.       | 0:1 5:4 4:2             |
| Linz           | 4:1 3:5 4:3 n. P.       | 3:4 n. P. 3:2 n. P. 4:3 n. V. | 0:1 5:0 4:2             | 2:1 1:2 2:1 n. P. |                         | 3:5 4:0 7:2       | 3:2 n. P. 2:1 n. P. 4:3 n. P. | 1:2 7:0 5:8       | 3:4 n. P. 4:0 2:1 n. P. | 3:4 n. P. 2:1 7:6 n. V. |
| Salzburg       | 4:3 n. P. 7:1 2:1 n. V. | 4:5 6:3 3:2 n. V.             | 4:2 8:7 3:1             | 5:3 4:2 5:4       | 4:1 4:2 4:3 n. V.       |                   | 8:1 6:4 2:3                   | 5:0 7:4 4:2       | 3:2 n. P. 4:1 4:3 n. P. | 5:4 n. V. 2:3 n. P. 2:0 |
| Jesenice       | 0:4 5:3 3:4             | 4:6 3:4 3:5                   | 4:2 0:7 4:3             | 4:5 0:3 1:3       | 3:1 1:3 2:4             | 3:2 6:0 5:4       |                               | 6:4 5:1 3:4       | 3:4 3:4 n. V. 4:5 n. P. | 3:2 4:1 2:3 n. P.       |
| Ljubljana      | 1:2 3:2 2:4             | 2:5 5:2 4:1                   | 5:4 4:3 n. P. 0:4       | 5:7 5:3 0:4       | 4:2 3:2 7:0             | 4:3 3:4 n. V. 3:5 | 4:3 n. V. 6:2 3:4 n. P.       |                   | 3:2 6:2 5:4 n. P.       | 2:3 n. P. 1:2 1:2 n. V. |
| Székesfehérvár | 5:6 n. V. 2:3 n. P. 6:4 | 1:4 5:3 2:3                   | 2:7 5:6 n. V. 2:4       | 3:4 2:3 3:2       | 3:6 5:0                 | 2:1 4:3 n. V. 5:3 | 4:5 5:3 4:6                   | 4:2 1:5 6:1       |                         | 5:2 4:3 5:3             |
| Zagreb         | 3:4 n. P. 4:0 3:4 n. P. | 4:2 1:4 7:2                   | 6:1 1:4 2:6             | 2:5 1:2 4:3       | 9:0 3:2 n. P. 4:1       | 0:5 6:7 n. V. 5:2 | 3:0 5:2 2:5                   | 5:6 n. P. 7:1 4:3 | 6:0 5:2 2:3             |                         |

### Endstand des Grunddurchgangs
| Rang | Team                      | Spiele | S  | N  | SNV | NNV | SNP | NNP | Tore    | TVH | Punkte |
| ---- | ------------------------- | ------ | -- | -- | --- | --- | --- | --- | ------- | --- | ------ |
| 1    | EC KAC                    | 54     | 36 | 18 | 1   | 2   | 5   | 4   | 190:159 | +31 | 78     |
| 2    | EC Red Bull Salzburg      | 54     | 33 | 21 | 6   | 1   | 3   | 1   | 206:181 | +25 | 68     |
| 3    | Vienna Capitals           | 54     | 31 | 23 | 4   | 0   | 2   | 5   | 200:162 | +38 | 67     |
| 4    | EC VSV                    | 54     | 29 | 25 | 2   | 4   | 1   | 1   | 180:167 | +13 | 63     |
| 5    | EHC Linz                  | 54     | 26 | 28 | 3   | 2   | 7   | 5   | 156:166 | −10 | 59     |
| 6    | EC Graz 99ers             | 54     | 27 | 27 | 0   | 2   | 3   | 2   | 164:153 | +11 | 58     |
| 7    | HDD Olimpija Ljubljana    | 54     | 24 | 30 | 2   | 3   | 3   | 2   | 165:197 | −32 | 53     |
| 8    | KHL Medveščak Zagreb      | 54     | 23 | 31 | 1   | 3   | 5   | 3   | 171:171 | +0  | 52     |
| 9    | Alba Volán Székesfehérvár | 54     | 21 | 33 | 3   | 2   | 3   | 5   | 162:203 | −41 | 49     |
| 10   | HD Jesenice               | 54     | 20 | 34 | 0   | 3   | 2   | 6   | 161:196 | −35 | 49     |

Legende:
S = Siege, N = Niederlagen, SNV = Siege nach Verlängerung, NNV = Niederlagen nach Verlängerung, SNP = Siege nach Penaltyschießen, NNP = Niederlagen nach Penaltyschießen, TVH = Torverhältnis 

### Statistiken

#### Topscorer
| Spieler            | Spieler          | Mannschaft | SP | T  | V  | PKT | SM  | +/− | PPG | PPA | SHG | SHA | GWG |
| ------------------ | ---------------- | ---------- | -- | -- | -- | --- | --- | --- | --- | --- | --- | --- | --- |
| Kanada             | François Fortier | Capitals   | 51 | 48 | 36 | 84  | 61  | +30 | 17  | 12  | 1   | 0   | 9   |
| Kanada             | Benoît Gratton   | Capitals   | 45 | 27 | 46 | 73  | 247 | +23 | 13  | 20  | 1   | 2   | 3   |
| Slowenien          | Rok Tičar        | Jesenice   | 54 | 24 | 44 | 68  | 16  | +8  | 10  | 17  | 1   | 0   | 2   |
| Kanada             | John Hughes      | Ljubljana  | 53 | 16 | 48 | 64  | 28  | −6  | 4   | 23  | 2   | 1   | 2   |
| Ungarn             | Balázs Ladányi   | Alba Volán | 54 | 22 | 38 | 60  | 20  | −1  | 9   | 11  | 2   | 1   | 4   |
| Slowenien          | Robert Sabolič   | Jesenice   | 54 | 33 | 26 | 59  | 64  | −4  | 11  | 10  | 0   | 1   | 4   |
| Kroatien           | Ryan Kinasewich  | Zagreb     | 49 | 30 | 29 | 59  | 16  | +22 | 2   | 12  | 2   | 0   | 4   |
| Vereinigte Staaten | Derek Damon      | VSV        | 53 | 24 | 33 | 57  | 158 | +9  | 9   | 19  | 1   | 1   | 0   |
| Osterreich         | Thomas Koch      | Salzburg   | 49 | 23 | 34 | 57  | 34  | +15 | 9   | 21  | 0   | 0   | 3   |
| Osterreich         | Michael Raffl    | VSV        | 50 | 26 | 29 | 55  | 62  | +25 | 6   | 13  | 0   | 0   | 5   |
| Kanada             | Mike Ouellette   | 99ers      | 54 | 24 | 31 | 55  | 22  | +13 | 7   | 10  | 0   | 0   | 2   |
| Slowenien          | Žiga Jeglič      | Jesenice   | 54 | 14 | 40 | 54  | 69  | −1  | 4   | 18  | 0   | 0   | 0   |
| Osterreich         | Roland Kaspitz   | VSV        | 53 | 11 | 43 | 54  | 113 | +7  | 7   | 17  | 0   | 0   | 2   |
| Tschechien         | Petr Šachl       | Ljubljana  | 53 | 22 | 31 | 53  | 60  | −9  | 12  | 12  | 2   | 1   | 2   |
| Kanada             | Ryan Duncan      | Salzburg   | 49 | 17 | 36 | 53  | 16  | +14 | 6   | 15  | 1   | 1   | 5   |

Legende: SP = Spiele, T = Tore, A = Assists, PKT = Punkte, +/- = Plusminus, SM = Strafminuten, PPG = Powerplay-Tore, PPA = Powerplay-Assists, SHG = Unterzahl-Tore, SHA = Unterzahl-Assists, GWG = Siegestore

#### Torhüter
|                    | Spieler            | Mannschaft | GP | GPI | GS | Min     | GA  | GAA  | SOG  | SVS  | SVS%  | SO | W  | L  | OTL |
| ------------------ | ------------------ | ---------- | -- | --- | -- | ------- | --- | ---- | ---- | ---- | ----- | -- | -- | -- | --- |
| Slowenien          | Robert Kristan     | Zagreb     | 52 | 48  | 47 | 2844:18 | 133 | 2.81 | 1782 | 1649 | 92.54 | 5  | 23 | 21 | 4   |
| Osterreich         | Bernhard Starkbaum | VSV        | 54 | 33  | 30 | 1895:32 | 86  | 2.72 | 1101 | 1015 | 92.19 | 0  | 18 | 8  | 3   |
| Osterreich         | Reinhard Divis     | Salzburg   | 35 | 30  | 29 | 1630:42 | 77  | 2.83 | 945  | 868  | 91.85 | 2  | 17 | 11 | 0   |
| Slowenien          | Matija Pintarič    | Ljubljana  | 54 | 26  | 22 | 1298:24 | 71  | 3.28 | 847  | 777  | 91.74 | 1  | 10 | 10 | 2   |
| Osterreich         | Jürgen Penker      | Capitals   | 34 | 28  | 28 | 1672:44 | 79  | 2.83 | 947  | 868  | 91.66 | 1  | 17 | 7  | 3   |
| Kanada             | Andy Chiodo        | KAC        | 41 | 30  | 29 | 1776:07 | 79  | 2.67 | 946  | 867  | 91.65 | 2  | 23 | 3  | 3   |
| Vereinigte Staaten | Alex Westlund      | Linz       | 52 | 47  | 47 | 2775:01 | 129 | 2.79 | 1503 | 1374 | 91.42 | 4  | 23 | 19 | 5   |
| Vereinigte Staaten | Adam Hauser        | Capitals   | 30 | 24  | 23 | 1425:18 | 64  | 2.69 | 744  | 680  | 91.40 | 3  | 14 | 8  | 2   |
| Osterreich         | Gert Prohaska      | VSV        | 54 | 25  | 24 | 1365:48 | 73  | 3.21 | 837  | 764  | 91.28 | 0  | 11 | 12 | 2   |
| Osterreich         | Fabian Weinhandl   | 99ers      | 54 | 54  | 54 | 3251:47 | 150 | 2.77 | 1625 | 1475 | 90.77 | 3  | 27 | 23 | 4   |
| Osterreich         | Thomas Höneckl     | Salzburg   | 49 | 25  | 18 | 1224:33 | 70  | 3.43 | 753  | 683  | 90.70 | 0  | 13 | 5  | 2   |
| Tschechien         | Jan Chábera        | Ljubljana  | 34 | 24  | 22 | 1344:58 | 77  | 3.44 | 825  | 748  | 90.67 | 0  | 10 | 9  | 2   |
| Ungarn             | Zoltán Hetényi     | Alba Volán | 46 | 32  | 32 | 1774:03 | 113 | 3.82 | 1198 | 1085 | 90.57 | 0  | 13 | 12 | 5   |
| Osterreich         | René Swette        | KAC        | 54 | 26  | 25 | 1510:39 | 80  | 3.18 | 813  | 733  | 90.16 | 1  | 13 | 9  | 3   |
| Slowakei           | Michal Fikrt       | Jesenice   | 20 | 20  | 20 | 1195:49 | 60  | 3.01 | 599  | 539  | 89.98 | 1  | 8  | 8  | 4   |
| Finnland           | Tommi Satosaari    | Alba Volán | 35 | 19  | 14 | 979:37  | 62  | 3.80 | 587  | 525  | 89.44 | 0  | 3  | 11 | 1   |
| Finnland           | Jaakko Suomalainen | Jesenice   | 41 | 30  | 26 | 1530:02 | 94  | 3.69 | 812  | 718  | 88.42 | 0  | 10 | 12 | 4   |

(Legende zur Torhüterstatistik: GP oder Sp = Spiele insgesamt; W oder S = Siege; L oder N = Niederlagen; T oder U oder OT = Unentschieden oder Overtime- bzw. Shootout-Niederlage; Min. = Minuten; SOG oder SaT = Schüsse aufs Tor; GA oder GT = Gegentore; SO = Shutouts; GAA oder GTS = Gegentorschnitt; Sv% oder SVS% = Fangquote; EN = Empty Net Goal; 1 Play-downs/Relegation; Kursiv: Statistik nicht vollständig)

## Playoffs

### Playoff-Baum
| Viertelfinale | Viertelfinale          | Viertelfinale        |   |                      | Halbfinale | Halbfinale | Halbfinale |  |  | Finale | Finale | Finale |
|               |                        |                      |   |                      |            |            |            |  |  |        |        |        |
| 1             | EC KAC                 | 4                    |   |                      |            |            |            |  |  |        |        |        |
| 8             | KHL Medveščak Zagreb   | 1                    |   |                      |            |            |            |  |  |        |        |        |
| 8             | KHL Medveščak Zagreb   | 1                    | 1 | EC KAC               | 4          |            |            |  |  |        |        |        |
|               |                        |                      | 1 | EC KAC               | 4          |            |            |  |  |        |        |        |
|               | 4                      | EC VSV               | 1 |                      |            |            |            |  |  |        |        |        |
| 4             | 4                      | EC VSV               | 1 | EC VSV               | 4          |            |            |  |  |        |        |        |
| 4             |                        |                      |   | EC VSV               | 4          |            |            |  |  |        |        |        |
| 5             | EHC Linz               | 1                    |   |                      |            |            |            |  |  |        |        |        |
| 5             | EHC Linz               | 1                    | 1 | EC KAC               | 3          |            |            |  |  |        |        |        |
|               |                        |                      |   | EC KAC               | 3          |            |            |  |  |        |        |        |
|               | 2                      | EC Red Bull Salzburg | 4 |                      |            |            |            |  |  |        |        |        |
| 2             | 2                      | EC Red Bull Salzburg | 4 | EC Red Bull Salzburg | 4          |            |            |  |  |        |        |        |
| 2             |                        |                      |   | EC Red Bull Salzburg | 4          |            |            |  |  |        |        |        |
| 7             | HDD Olimpija Ljubljana | 1                    |   |                      |            |            |            |  |  |        |        |        |
| 7             | HDD Olimpija Ljubljana | 1                    | 2 | EC Red Bull Salzburg | 4          |            |            |  |  |        |        |        |
|               |                        |                      | 2 | EC Red Bull Salzburg | 4          |            |            |  |  |        |        |        |
|               | 3                      | Vienna Capitals      | 3 |                      |            |            |            |  |  |        |        |        |
| 3             | 3                      | Vienna Capitals      | 3 | Vienna Capitals      | 4          |            |            |  |  |        |        |        |
| 3             |                        |                      |   | Vienna Capitals      | 4          |            |            |  |  |        |        |        |
| 6             | EC Graz 99ers          | 0                    |   |                      |            |            |            |  |  |        |        |        |

### Viertelfinale
- EC KAC – KHL Medveščak Zagreb (Endstand 4:1, Torverhältnis 20:18)

Die Serie zwischen dem KAC und Medveščak Zagreb war bereits im Vorfeld trotz der Tabellensituation der beiden Clubs als sehr knapp eingestuft worden. Die ersten beiden Begegnungen konnte der EC KAC jeweils mit 3:2 für sich entscheiden, wenngleich in beiden Spielen Zagreb für längere Zeit die Führung innegehabt hatte. Die dritte Begegnung in Klagenfurt verlief zuerst wesentlich deutlicher, als der KAC nach zwei Dritteln mit 4:1 in Front lag. Im Schlussabschnitt gelang den Kroaten jedoch mit drei Toren jedoch der rasche Ausgleich. Die Schlussphase der Partie war gekennzeichnet von ungewöhnlich vielen Toren und konnte vom EC KAC sehr knapp für sich entschieden werden. Zagreb gelang im vierten Spiel der erste Sieg in der Serie, wo der Club souverän einen 4:1-Vorsprung über die Zeit bringen konnte. Auch in der letzten Begegnung in Klagenfurt erspielte sich Zagreb eine zwischenzeitliche 4:2-Führung, geriet jedoch im Schlussabschnitt mit 4:5 in Rückstand und konnte erst knapp vor Ende der regulären Spielzeit ausgleichen. In der Overtime entschied der EC KAC die Serie für sich.
- EC Red Bull Salzburg – HDD Olimpija Ljubljana (Endstand 4:1, Torverhältnis 19:13)

Die erste Begegnung der beiden Clubs verlief mit einem 5:4-Sieg der Salzburger in der Overtime noch sehr knapp. Die Red Bulls agierten jedoch in den beiden folgenden Partien wesentlich disziplinierter und besiegten Laibach zweimal deutlich mit 5:1 und 6:1. Zu einem Eklat kam es noch vor Spiel vier der Serie: Salzburg trat zum anberaumten Match nicht an, da man die Sicherheitsvorkehrungen in der Laibacher Hala Tivoli für nicht ausreichend befand, und trat die Heimreise an. Diese Entscheidung rief großen Unmut vor allem bei den Fans der Liga hervor. Der Strafsenat der Liga entschied, das Spiel mit 5:0 und Sieg für Laibach zu werten und belegte Salzburg mit einer Geldstrafe von 10.000 Euro und der Verpflichtung zum Schadenersatz an die Laibacher. Zudem wurde ein Beschluss gefasst, wonach ab diesem Zeitpunkt jeder Verein, der grundlos nicht zu einem Meisterschaftsspiel antritt, vom laufenden Bewerb ausgeschlossen wird. Das anschließende letzte Spiel in Salzburg sorgte für einen neuen EBEL-Rekord: mit einer Gesamtdauer von 95:28 Minuten war es das längste Spiel der Ligageschichte. Salzburg hatte in der regulären Spielzeit eine 2:0-Führung verspielt und benötigte anschließend fast zwei volle Zusatz-Drittel, um das entscheidende Tor zu erzielen. Der zu diesem Zeitpunkt 21-jährige slowenische Torwart Matija Pintarič hielt dabei 78 von 81 auf sein Tor abgefeuerten Schüssen.
- Vienna Capitals – Graz 99ers (Endstand 4:0, Torverhältnis 16:9)

Die Begegnung zwischen den Vienna Capitals und den Graz 99ers wurde als einzige des Viertelfinales mit einem Sweep entschieden. Die Vienna Capitals setzten sich mit vier Erfolgen in Serie klar durch. Im ersten Spiel waren die Grazer gut gestartet und hatten sich bis zur Halbzeit eine 2:0-Führung herausgespielt, jedoch hatten die Capitals noch im zweiten Drittel ausgleichen können. Der Führungstreffer für die Heimmannschaft fiel im Schlussabschnitt; der Versuch der Grazer, den Ausgleich zu erzielen, misslang und resultierte in einem Empty-Net-Tor der Wiener. Im zweiten Spiel dominierten die Capitals deutlich und führten nach dreißig Minuten mit vier zu null. Durch den ehemaligen Capitals-Verteidiger Darcy Werenka gelang noch der Ehrentreffer. Die dritte Begegnung verlief wiederum etwas knapper, auch wenn die Wiener sich schon früh wieder eine deutliche Führung erspielen konnten. Der Endstand von 4:3 zugunsten der Capitals hatte von der 39. Minute an Bestand, da keines der Teams einen weiteren Treffer erzielte. Das letzte Spiel brachte ähnlich wie im ersten Spiel eine deutliche Führung der Grazer, die jedoch nur bis zur Mitte des letzten Drittels hielt; die Capitals erzielten drei rasche Tore und retteten sich in die Overtime, wo in der 67. Minute das Spiel und die Serie zugunsten der Wiener entschieden wurde.
- EC VSV – EHC Linz (Endstand 4:1, Torverhältnis 16:7)

Der EC VSV dominierte die Serie zu Beginn sehr deutlich, indem der Mannschaft zwei Shutout-Siege zum Auftakt gelangen. In beiden Spielen agierte das Team des neuen Coaches Michael Stewart äußerst souverän, Torhüter Bernhard Starkbaum parierte in beiden Spielen insgesamt siebzig Schüsse auf sein Tor. Erst in der dritten Begegnung gelang den Linzern der erste Treffer, und bis knapp vor Spielende lag die Mannschaft nur knapp mit 3:4 zurück. Villach erzielte jedoch einen Empty-Net-Treffer und entschied so das Spiel für sich. Im vierten Spiel gelang den Linzern umgekehrt ein Shutout und somit auch der erste Sieg in der Serie. Villach erzielte den entscheidenden vierten Sieg jedoch im Anschluss souverän mit 5:2 auf eigenem Eis.
| EC KAC (1) – KHL Medveščak Zagreb (8)     | EC KAC (1) – KHL Medveščak Zagreb (8) | EC KAC (1) – KHL Medveščak Zagreb (8) |
| ----------------------------------------- | ------------------------------------- | ------------------------------------- |
| 27. Februar                               | EC KAC – KHL Medveščak Zagreb         | 3:2 (1:2, 2:0, 0:0)                   |
| 1. März                                   | KHL Medveščak Zagreb – EC KAC         | 2:3 (1:1, 1:0, 0:2)                   |
| 3. März                                   | EC KAC – KHL Medveščak Zagreb         | 7:5 (2:1, 2:0, 3:4)                   |
| 6. März                                   | KHL Medveščak Zagreb – EC KAC         | 4:1 (1:0, 2:1, 1:0)                   |
| 8. März                                   | EC KAC – KHL Medveščak Zagreb         | 6:5 n. V. (2:3, 2:1, 1:1, 1:0)        |
| Endstand in der Serie: 4:1 für den EC KAC |                                       |                                       |

| EC Red Bull Salzburg (2) – HDD Olimpija Ljubljana (7)   | EC Red Bull Salzburg (2) – HDD Olimpija Ljubljana (7) | EC Red Bull Salzburg (2) – HDD Olimpija Ljubljana (7) |
| ------------------------------------------------------- | ----------------------------------------------------- | ----------------------------------------------------- |
| 27. Februar                                             | EC Red Bull Salzburg – HDD Olimpija Ljubljana         | 5:4 n. V. (1:1, 1:2, 2:1, 1:0)                        |
| 1. März                                                 | HDD Olimpija Ljubljana – EC Red Bull Salzburg         | 1:5 (0:2, 0:2, 1:1)                                   |
| 3. März                                                 | EC Red Bull Salzburg – HDD Olimpija Ljubljana         | 6:1 (1:1, 4:0, 1:0)                                   |
| 6. März                                                 | HDD Olimpija Ljubljana – EC Red Bull Salzburg         | 5:0 (Strafverifiziert)                                |
| 8. März                                                 | EC Red Bull Salzburg – HDD Olimpija Ljubljana         | 3:2 n. V. (1:0, 1:0, 0:2, 1:0)                        |
| Endstand in der Serie: 4:1 für den EC Red Bull Salzburg |                                                       |                                                       |

| Vienna Capitals (3) – Graz 99ers (6)               | Vienna Capitals (3) – Graz 99ers (6) | Vienna Capitals (3) – Graz 99ers (6) |
| -------------------------------------------------- | ------------------------------------ | ------------------------------------ |
| 27. Februar                                        | Vienna Capitals – Graz 99ers         | 4:2 (0:1, 2:1, 2:0)                  |
| 1. März                                            | Graz 99ers – Vienna Capitals         | 1:4 (0:3, 1:1, 0:0)                  |
| 3. März                                            | Vienna Capitals – Graz 99ers         | 4:3 (3:0, 1:3, 0:0)                  |
| 6. März                                            | Graz 99ers – Vienna Capitals         | 3:4 n. V. (1:0, 1:0, 1:3, 0:0)       |
| Endstand in der Serie: 4:0 für die Vienna Capitals |                                      |                                      |

| EC VSV (4) – EHC Linz (5)                 | EC VSV (4) – EHC Linz (5) | EC VSV (4) – EHC Linz (5) |
| ----------------------------------------- | ------------------------- | ------------------------- |
| 27. Februar                               | EC VSV – EHC Linz         | 3:0 (2:0, 0:0, 1:0)       |
| 1. März                                   | EHC Linz – EC VSV         | 0:3 (0:2, 0:1, 0:0)       |
| 3. März                                   | EC VSV – EHC Linz         | 5:3 (3:1, 0:1, 2:1)       |
| 6. März                                   | EHC Linz – EC VSV         | 2:0 (1:0, 1:0, 0:0)       |
| 8. März                                   | EC VSV – EHC Linz         | 5:2 (1:1, 1:0, 3:1)       |
| Endstand in der Serie: 4:1 für den EC VSV |                           |                           |

### Halbfinale
- EC KAC – EC VSV (Endstand: 4:1, Torverhältnis: 19:12)

Die Halbfinalserie zwischen dem EC KAC und dem EC VSV war die erste Playoff-Begegnung der beiden Clubs seit der Finalserie in der Saison 2003/04. Obwohl von Seiten der Medien eine recht ausgeglichene Serie erwartet wurde und der EC VSV etwas überraschend das erste Spiel deutlich mit 5:2 auf Klagenfurter Eis gewinnen konnte, entschied der EC KAC das Halbfinale letzten Endes mit 4:1 Siegen für sich. Die Villacher agierten über die gesamte Serie gesehen trotz phasenweise guter Spiele schwächer als der Konkurrent und mussten in der vorletzten Begegnung auch die Verletzung ihres ersten Torwarts Bernhard Starkbaum hinnehmen, der bei einer Abwehraktion überknöchelte und eine Bänderdehnung davontrug. Ersatzmann Gert Prohaska, der zuvor jahrelang die Rolle des Einser-Goalies innegehabt hatte, agierte nicht auf der Höhe seines Könnens und erhielt einige vermeidbare Tore. In Summe verliefen so vor allem die beiden letzten Spiele recht eindeutig zugunsten des EC KAC, der sich so vorzeitig den Seriensieg sichern konnte.
- EC Red Bull Salzburg – EV Vienna Capitals (Endstand: 4:3, Torverhältnis: 25:27)

Wesentlich knapper verlief die Halbfinalserie zwischen dem amtierenden Meister und den Vienna Capitals, die in ihrer Geschichte zuvor bereits vier Mal gegen die Salzburger im Halbfinale ausgeschieden waren. Obwohl die Red Bulls das erste Spiel souverän gewinnen konnten und im zweiten Spiel erst in der Overtime unterlagen, entwickelte sich eine sehr enge Serie, in deren Verlauf jeweils das Heimteam den Sieg davontragen konnte. Der zwischenzeitliche Höhepunkt war der 9:1-Sieg der Capitals in der vierten Begegnung, der dank einer starken geschlossenen Mannschaftsleitung der Wiener und teils sehr schlechter Defensivarbeit der Salzburger möglich wurde. Die Capitals hatten bereits im sechsten Spiel ihren Topscorer François Fortier aufgrund einer Verletzung verloren. Im alles entscheidenden Spiel sieben folgte bereits früh der Ausfall von Benoît Gratton nach einem schweren, nicht geahndeten Foul durch Daniel Welser, der im Nachhinein eine Sperre von acht Spielen für das Vergehen erhielt. Salzburg entschied letzten Endes Spiel sieben für sich und sicherte sich damit die sechste Finalteilnahme in Folge.
| EC KAC (1) – EC VSV (4)                   | EC KAC (1) – EC VSV (4) | EC KAC (1) – EC VSV (4) |
| ----------------------------------------- | ----------------------- | ----------------------- |
| 15. März                                  | EC KAC – EC VSV         | 2:5 (0:2, 0:3, 2:0)     |
| 17. März                                  | EC VSV – EC KAC         | 2:5 (0:2, 1:1, 1:2)     |
| 20. März                                  | EC KAC – EC VSV         | 2:1 (0:0, 0:0, 2:1)     |
| 22. März                                  | EC VSV – EC KAC         | 0:4 (0:2, 0:2, 0:0)     |
| 24. März                                  | EC KAC – EC VSV         | 6:4 (3:1, 1:1, 2:2)     |
| Endstand in der Serie: 4:1 für den EC KAC |                         |                         |

| EC Red Bull Salzburg (2) – EV Vienna Capitals (3)       | EC Red Bull Salzburg (2) – EV Vienna Capitals (3) | EC Red Bull Salzburg (2) – EV Vienna Capitals (3) |
| ------------------------------------------------------- | ------------------------------------------------- | ------------------------------------------------- |
| 15. März                                                | EC Red Bull Salzburg – EV Vienna Capitals         | 6:2 (2:0, 3:1, 1:1)                               |
| 17. März                                                | EV Vienna Capitals – EC Red Bull Salzburg         | 6:5 n. V. (1:1, 4:3, 0:1, 1:0)                    |
| 20. März                                                | EC Red Bull Salzburg – EV Vienna Capitals         | 2:1 n. V. (1:0, 0:1, 0:0, 1:0)                    |
| 22. März                                                | EV Vienna Capitals – EC Red Bull Salzburg         | 9:1 (2:0, 4:0, 3:1)                               |
| 24. März                                                | EC Red Bull Salzburg – EV Vienna Capitals         | 6:4 (3:0, 1:2, 2:2)                               |
| 27. März                                                | EV Vienna Capitals – EC Red Bull Salzburg         | 4:1 (2:0, 0:1, 2:0)                               |
| 29. März                                                | EC Red Bull Salzburg – EV Vienna Capitals         | 4:1 (1:0, 1:1, 2:0)                               |
| Endstand in der Serie: 4:3 für den EC Red Bull Salzburg |                                                   |                                                   |

### Finale

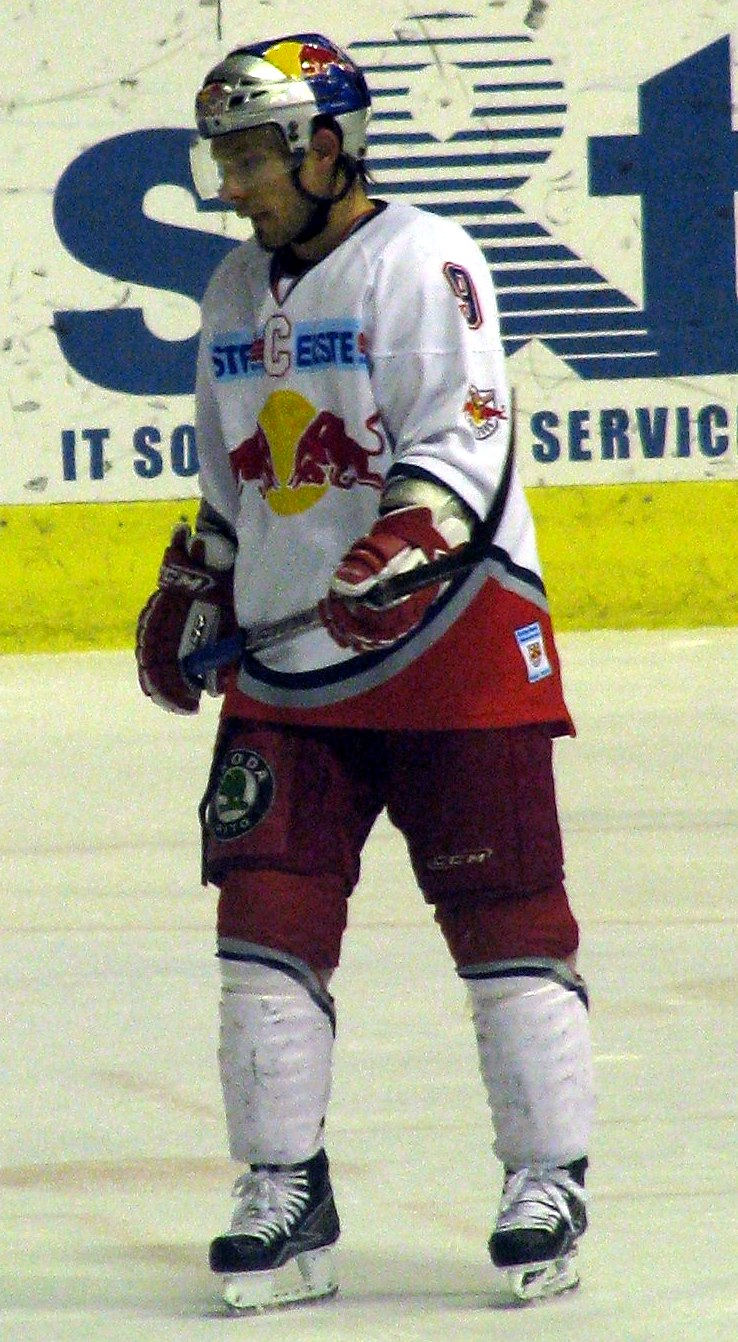
Thomas Koch schoss den EC Red Bull Salzburg in der Overtime des letzten Spiels zum vierten Meistertitel.

Mit der Begegnung zwischen dem EC KAC und dem EC Red Bull Salzburg kam es zur von den Medien als am wahrscheinlichsten vorhergesagten Finalpaarung. Die Chancen wurden als ausgeglichen betrachtet. Das erste Spiel deutete mit dem knappen 6:5-Heimsieg des EC KAC bereits eine enge Serie an. Im zweiten Spiel gelang den Salzburgern mit einem 6:3-Sieg der Ausgleich in der Serie. Der 5:2-Sieg in Klagenfurt brachte den Bullen den benötigten Auswärtssieg bereits sehr früh in der Serie: die Salzburger agierten als wesentlich effizientere Mannschaft, der EC KAC konnte den vor allem defensiv gut positionierten Gästen wenig entgegensetzen.
Das vierte Spiel zeigte erstmals in der Serie einen optisch zumindest ebenbürtigen KAC. Nachdem zur Halbzeit des Spiels die Klagenfurter die Führung erzielen konnten, gelang den Salzburgern knapp vor Schluss der Ausgleich. In der ersten Overtime der Serie sorgten die beiden Kanadier Tyler Scofield und Tyler Spurgeon für den Siegestreffer, womit die Klagenfurter sich das Heimrecht zurückholten. In der folgenden Begegnung wurde die Serie schließlich zu einem 3:2-Zwischenstand zugunsten des EC KAC gedreht. Im Verlauf des Spieles war es jedoch zu einer heftig umstrittenen Szene gekommen, als die Schiedsrichter den regulären Treffer von Mike Craig zum 2:1 wegen vermeintlichen Abseits nach heftigem Protest der Salzburger annullierten.
Eine ähnliche Szene folgten auch im sechsten Spiel, bei dem der regierende Meister ausgleichen konnte: beim Stand von 4:2 zugunsten von Salzburg wurde im letzten Drittel ein Unterzahltor des EC KAC zum 3:4-Anschlusstreffer nicht gegeben, da es sich um ein Schlittschuhtor handelte.
Im alles entscheidenden siebten Spiel in Klagenfurt präsentierten sich beide Teams über weite Strecken als ebenbürtig, wenngleich den Salzburgern im Verlauf des Spiels zwei Mal der Führungstreffer gelang. Knapp vor Schluss wurde erneut ein an sich reguläres Tor annulliert: diesmal traf es die Salzburger, deren Treffer zum 3:2 durch Thomas Koch wegen Torraumabseits nicht gegeben wurde. Koch fälschte jedoch in der dritten Minute der Verlängerung einen Schuss von Ryan Duncan zum Siegestreffer ab, nachdem der KAC zuvor zu Beginn der Overtime eine Minute und 48 Sekunden dauernde 4-gegen-3-Überzahlsituation nicht hatte nutzen können. Die Salzburger gewannen damit den vierten Meistertitel ihrer Vereinsgeschichte.
| 31. März 2011 19:15 Uhr 5.080 Zuschauer  | EC KAC C. Brandner (10:02, Powerplay, S. Brown, G. Hager) T. Scofield (18:21, Powerplay, T. Spurgeon, K. Furey) M. Craig (24:18, K. Furey, T. Scofield) T. Scofield (32:27, Powerplay, K. Furey, S. Brown) M. Pirmann (48:44, G. Hager, T. Hundertpfund) M. Craig (55:56, T. Scofield, T. Spurgeon) | 6:5 (2:2, 2:1, 2:2) Strafminuten: 10:8 Torschüsse: 25:51                       | EC Red Bull Salzburg M. Latusa (03:06, Powerplay, B. Aubin, M. Pewal) R. Abid (10:30, B. Aubin, R. Duncan) D. Lynch (27:58, Powerplay, S. Heshka, R. Abid) D. Bois (55:24, B. Aubin, M. Schiechl) M. Latusa (59:47, B. Aubin, S. Regier) |
| 3. April 2011 18:00 Uhr 3.200 Zuschauer  | EC Red Bull Salzburg M. Latusa (00:42, T. Koch, M. Pewal) B. Aubin (24:08, Shorthander, D. Bois, S. Regier) R. Abid (26:55, M. Trattnig, M. St. Pierre) M. Pewal (33:39, M. Trattnig, T. Koch) M. Trattnig (44:17, Powerplay, R. Duncan, B. Aubin) M. Latusa (58:01, M. Pewal, T. Koch)             | 6:3 (1:2, 3:1, 2:0) Strafminuten: 14:16 Torschüsse: 43:39                      | EC KAC M. Siklenka (11:33, M. Pirmann, G. Hager) S. Geier (13:14, J. Reichel, R. Herburger) M. Craig (29:25, T. Scofield, T. Spurgeon)                                                                                                   |
| 5. April 2011 19:15 Uhr 5.200 Zuschauer  | EC KAC T. Scofield (04:21, Powerplay) K. Furey (40:37, T. Spurgeon, C. Brandner) | 2:5 (1:0, 0:3, 1:2) Strafminuten: 12:10 Torschüsse: 28:49                      | EC Red Bull Salzburg R. Duncan (20:22, S. Regier, D. Lynch) M. Latusa (23:56, T. Koch, M. Pewal) M. Trattnig (29:26, Powerplay, M. Latusa, B. Aubin) S. Regier (43:52, D. Lynch, R. Abid) M. Latusa (58:23, T. Raffl)                    |
| 7. April 2011 19:15 Uhr 3.200 Zuschauer  | EC Red Bull Salzburg M. St. Pierre (51:31, D. Bois, S. Regier) | 1:2 n. V. (0:0, 0:1, 1:0, 0:1) Strafminuten: 14:10 Torschüsse: 25:45           | EC KAC T. Hundertpfund (33:13) T. Spurgeon (63:33, T. Scofield) |
| 10. April 2011 18:00 Uhr 5.080 Zuschauer | EC KAC S. Brown (5:30, Powerplay, K. Furey, T. Scofield) G.Hager (44:48, J. Reichel) M. Siklenka (66:08, T. Scofield) | 3:2 n. V. (1:1, 0:0, 1:1, 1:0) Strafminuten: 10:22 +10 Lakos Torschüsse: 30:43 | EC Red Bull Salzburg M. Brucker (5:47, K. Puschnik) R. Abid (49:43, R. Duncan, D. Mitterdorfer) |
| 12. April 2011 19:15 Uhr 3.200 Zuschauer | EC Red Bull Salzburg T. Raffl (5:51, Shorthander, T. Koch) R. Duncan (7:09, R. Abid) S. Regier (9:06, Powerplay, A. Lakos, M. Trattnig) T. Koch (38:06, M. Latusa, R. Abid) D. Heinrich (59:31, Empty Net)                                                                                          | 5:2 (3:2, 1:0, 1:0) Strafminuten: 12:16 Torschüsse: 32:30                      | EC KAC T. Hundertpfund (6:33, Powerplay, C. Brandner) T. Scofield (7:21, T. Spurgeon, C. Brandner) |
| 14. April 2011 19:15 Uhr 5.200 Zuschauer | EC KAC M. Craig (15:54, Powerplay) T. Scofield (55:26, Powerplay, M. Craig, K. Furey) | 2:3 n. V. (1:1, 0:0, 1:1, 0:1) Strafminuten: 10:18 Torschüsse: 42:35           | EC Red Bull Salzburg M. Trattnig (9:58, Powerplay, M. Latusa, M. Pewal) S. Regier (51:36, R. Duncan, R. Abid) T. Koch (62:58, R. Duncan, A. Lakos)                                                                                       |

### Statistiken

#### Topscorer
| Spieler    | Spieler        | Mannschaft | SP | T  | V  | PKT | SM | +/− | PPG | PPA | SHG | SHA | GWG |
| ---------- | -------------- | ---------- | -- | -- | -- | --- | -- | --- | --- | --- | --- | --- | --- |
| Kanada     | Tyler Scofield | KAC        | 13 | 9  | 11 | 20  | 2  | +10 | 5   | 2   | 0   | 0   | 1   |
| Kanada     | Benoît Gratton | Capitals   | 11 | 7  | 12 | 19  | 28 | +12 | 2   | 6   | 0   | 0   | 1   |
| Kanada     | Ryan Duncan    | Salzburg   | 18 | 11 | 6  | 17  | 12 | +8  | 4   | 1   | 0   | 0   | 1   |
| Osterreich | Manuel Latusa  | Salzburg   | 18 | 11 | 6  | 17  | 14 | +5  | 3   | 2   | 1   | 2   | 2   |
| Kanada     | Ramzi Abid     | Salzburg   | 17 | 5  | 12 | 17  | 24 | +9  | 1   | 2   | 0   | 0   | 0   |
| Osterreich | Marco Pewal    | Salzburg   | 18 | 6  | 10 | 16  | 16 | +2  | 1   | 5   | 1   | 1   | 2   |
| Osterreich | Gregor Hager   | KAC        | 17 | 6  | 8  | 14  | 24 | −7  | 3   | 2   | 0   | 0   | 1   |
| Osterreich | Thomas Koch    | Salzburg   | 18 | 5  | 9  | 14  | 16 | +3  | 1   | 1   | 1   | 2   | 1   |
| Kanada     | Kirk Furey     | KAC        | 15 | 1  | 13 | 14  | 12 | +10 | 0   | 8   | 0   | 0   | 0   |
| Osterreich | Rafael Rotter  | Capitals   | 10 | 8  | 5  | 13  | 34 | +13 | 1   | 1   | 0   | 0   | 1   |

Legende: SP = Spiele, T = Tore, A = Assists, PKT = Punkte, +/- = Plusminus, SM = Strafminuten, PPG = Powerplay-Tore, PPA = Powerplay-Assists, SHG = Unterzahl-Tore, SHA = Unterzahl-Assists, GWG = Siegestore

#### Torhüter
|                    | Spieler            | Mannschaft | GP | GPI | GS | Min     | GA | GAA  | SOG | SVS | SVS%  | SO | W  | L | OTL |
| ------------------ | ------------------ | ---------- | -- | --- | -- | ------- | -- | ---- | --- | --- | ----- | -- | -- | - | --- |
| Slowenien          | Matija Pintarič    | Ljubljana  | 4  | 2   | 1  | 115:28  | 4  | 2.08 | 89  | 85  | 95.51 | 0  | 0  | 0 | 1   |
| Osterreich         | Bernhard Starkbaum | VSV        | 9  | 9   | 9  | 486:37  | 16 | 1.97 | 272 | 256 | 94.12 | 2  | 5  | 3 | 0   |
| Vereinigte Staaten | Adam Hauser        | Capitals   | 11 | 6   | 5  | 291:25  | 12 | 2.47 | 171 | 159 | 92.98 | 0  | 2  | 1 | 1   |
| Osterreich         | Reinhard Divis     | Salzburg   | 16 | 16  | 16 | 984:35  | 45 | 2.74 | 562 | 517 | 91.99 | 0  | 10 | 3 | 3   |
| Kanada             | Andy Chiodo        | KAC        | 17 | 17  | 17 | 1006:47 | 55 | 3.28 | 656 | 601 | 91.62 | 1  | 11 | 5 | 1   |
| Vereinigte Staaten | Alex Westlund      | Linz       | 5  | 5   | 5  | 299:03  | 15 | 3.01 | 175 | 160 | 91.43 | 1  | 1  | 4 | 0   |
| Slowenien          | Robert Kristan     | Zagreb     | 5  | 5   | 5  | 302:42  | 19 | 3.77 | 190 | 171 | 90.00 | 0  | 1  | 3 | 1   |
| Osterreich         | Jürgen Penker      | Capitals   | 11 | 7   | 6  | 384:38  | 21 | 3.28 | 208 | 187 | 89.90 | 0  | 5  | 2 | 0   |
| Osterreich         | Fabian Weinhandl   | 99ers      | 4  | 4   | 4  | 243:43  | 15 | 3.69 | 133 | 118 | 88.72 | 0  | 0  | 3 | 1   |
| Tschechien         | Jan Chábera        | Ljubljana  | 4  | 3   | 3  | 161:24  | 15 | 5.58 | 92  | 77  | 83.70 | 0  | 0  | 2 | 1   |

(Legende zur Torhüterstatistik: GP oder Sp = Spiele insgesamt; W oder S = Siege; L oder N = Niederlagen; T oder U oder OT = Unentschieden oder Overtime- bzw. Shootout-Niederlage; Min. = Minuten; SOG oder SaT = Schüsse aufs Tor; GA oder GT = Gegentore; SO = Shutouts; GAA oder GTS = Gegentorschnitt; Sv% oder SVS% = Fangquote; EN = Empty Net Goal; 1 Play-downs/Relegation; Kursiv: Statistik nicht vollständig)

## Kader des österreichischen Meisters
| Österreichischer Meister EC Red Bull Salzburg | Torhüter: Reinhard Divis, Thomas Höneckl, Artiom Konovalov Verteidiger: Mario Fischer, Shaun Heshka, André Lakos, Wilhelm Lanz, Doug Lynch (A), Daniel Mitterdorfer, Florian Mühlstein, Alexander Pallestrang, Nicolas Paul, Steven Regier, Matthias Trattnig (A), Daniel Welser Angreifer: Ramzi Abid, Brent Aubin, Danny Bois, Marco Brucker, Ryan Duncan, Alexander Feichtner, Dominique Heinrich, Fabio Hofer, Taylor Holst, Jonas Keszei, Thomas Koch (C), Manuel Latusa, Patrick Maier, Marco Pewal, Kevin Puschnik, Thomas Raffl, Michael Schiechl, Martin St. Pierre Cheftrainer: Pierre Pagé |

## Zuschauerzahlen
Nachdem die Liga im Vorjahr erstmals mehr als eine Million Zuschauer hatte anziehen können, wurde dieser Rekord in der vorliegenden Saison noch etwas verbessert. Hauptverantwortlich dafür war der kroatische Club KHL Medveščak Zagreb, der mit einem Schnitt von 7.786 Zuschauern pro Spiel als erster Club die 200.000-Zuschauer-Marke durchbrochen hatte. Mit insgesamt 1.098.846 Zuschauern behielt die Liga in dieser von der IIHF geführten Rangliste den im Vorjahr von der Slovnaft Extraliga übernommenen siebten Rang unter den europäischen Ligen.
| Rang | Team                         | Zu Hause | Zu Hause  | Zu Hause     | Auswärts | Auswärts  | Auswärts     | Gesamt | Gesamt    | Gesamt       |
|      |                              | Spiele   | Zuschauer | Durchschnitt | Spiele   | Zuschauer | Durchschnitt | Spiele | Zuschauer | Durchschnitt |
| ---- | ---------------------------- | -------- | --------- | ------------ | -------- | --------- | ------------ | ------ | --------- | ------------ |
| 1.   | KHL Medveščak Zagreb         | 29       | 225.800   | 7.786        | 30       | 92.782    | 3.093        | 59     | 318.582   | 5.400        |
| 2.   | EC KAC                       | 37       | 165.071   | 4.461        | 34       | 133.585   | 3.929        | 71     | 298.656   | 4.206        |
| 3.   | EV Vienna Capitals           | 32       | 125.140   | 3.911        | 33       | 121.262   | 3.675        | 65     | 246.402   | 3.791        |
| 4.   | EC Rekord Fenster VSV        | 32       | 116.900   | 3.653        | 32       | 125.207   | 3.913        | 64     | 242.107   | 3.783        |
| 5.   | HDD TILIA Olimpija Ljubljana | 29       | 80.900    | 2.790        | 30       | 108.933   | 3.631        | 59     | 189.833   | 3.218        |
| 6.   | EC Red Bull Salzburg         | 37       | 101.944   | 2.755        | 36       | 132.498   | 3.681        | 73     | 234.442   | 3.212        |
| 7.   | SAPA Féhérvar AV19           | 27       | 82.900    | 3.070        | 27       | 88.192    | 3.266        | 54     | 171.092   | 3.168        |
| 8.   | HK Acroni Jesenice           | 27       | 66.241    | 2.453        | 27       | 96.655    | 3.580        | 54     | 162.896   | 3.017        |
| 9.   | EHC LIWEST Linz              | 29       | 72.350    | 2.495        | 30       | 100.034   | 3.334        | 59     | 172.384   | 2.922        |
| 10.  | Moser Medical Graz 99ers     | 29       | 61.600    | 2.124        | 29       | 99.698    | 3.438        | 58     | 161.298   | 2.781        |

## Schiedsrichter
Wie auch in den Jahren zuvor leiten Schiedsrichter aus drei der vier an der Erste Bank Eishockey Liga beteiligten (und einigen anderen) Staaten die Partien. Das Schiedsrichterkollegium wird dabei von Obmann Martin Labitzke und seinem Stab zu den Einsätzen eingeteilt. In der folgenden Liste sind alle an der Saison 2010/11 beteiligten Schiedsrichter aufgeführt. In Klammer ist angegeben, ob der Schiedsrichter eine Lizenz der internationalen Eishockey-Föderation zum Leiten internationaler Begegnungen besitzt (IIHF).
| - Thomas Berneker (IIHF) - Martin Bogen - Pavel Cervenak - Robert Dostal - Igor Dremelj - Robert Falkner (IIHF) | - Wolfgang Fussi (IIHF) - Peter Gebei - Christian Jelinek - Roland Kellner - Borut Lesnjak | - Christian Potocan (IIHF) - Ladislav Smetana - Viktor Trilar - Horst Martin Tschebull (IIHF) - Georg Veit |

## Medien

### Kontroverse um die TV-Verwertung
Bereits am 16. Februar 2010 wurde bekannt, dass der Pay-TV-Sender Sky seine Kooperation mit der Erste Bank Liga bis zur Saison 2014/15 verlängern wollte, womit Gerüchte um eine komplette Übernahme der Rechte durch den Privatsender Servus TV sich zunächst als unzutreffend erwiesen hatten. Es sollte jedoch eine neue Regelung geben, die es Servus TV erlauben würde, mehrere Spiele im Free TV zu übertragen. Ebenso sollte das Nachverwertungsrecht überarbeitet werden, um es dritten Sendern möglich zu machen, ausführlichere Eishockey-Berichterstattung zu betreiben, was bisher nur schwer möglich war. Im April wurde jedoch bekanntgegeben, dass für die Saison 2010/11 die Liga-Organisation die TV-Rechte an The Sportsman Media Group vergeben hatte. Als Partner des Unternehmens sollte Servus TV mindestens 21 Sonntagsspiele im Zuge der „Sunday Hockey Night“ übertragen. In den Play-offs sollte pro Spieltag ein Spiel und bei möglichen Entscheidungsspielen diese in Konferenzschaltung über den TV-Sender ausgestrahlt werden.
Dieser Vertragsabschluss war jedoch voreilig getätigt worden. Wie sich herausstellte, hatte Sky die Möglichkeit, jedem Offert eines anderen Bieters mit einer Korrektur des eigenen Angebotes zu begegnen, was der Sender auch im Mai tat. Nur knapp eine Woche zog der Pay-TV-Sender sein Angebot jedoch aus finanziellen Gründen wieder zurück, womit Servus TV endgültig den Zuschlag erhielt.

### Sonstiges
Neben den TV-Übertragungen werden weiterhin die Partien der beiden Kärntner Clubs EC KAC und EC VSV über Radio Kärnten übertragen werden.